# Selånger SOK
Selånger SOK, Selånger Skid- och Orienteringsklubb (SSOK), är en idrottsklubb i Sundsvall, Sverige, med ursprung i Selånger SK. 
Klubbmedlemmar har tagit olympiska medaljer, VM, EM och svenska mästerskap inom skidor och orientering. 
1991 ombildades moderklubben och SSOK ingår sedan dess i Selångeralliansen. Klubben bedriver verksamhet inom längdskidor, orientering och skidorientering. Klubben arrangerar minst en tävling i respektive idrottsgren årligen samt är delarrangör av Selånger marknad.